# Omar el-Turk
Omar Osama el-Turk (in arabo عمر أسامة الترك‎?; Beirut, 30 settembre 1981) è un ex cestista libanese con cittadinanza canadese.

## Carriera
Con il Libano ha disputato i Campionati mondiali del 2006 e tre edizioni dei Campionati asiatici (2005, 2007, 2009).